# Archives nationales de Norvège
Les Archives nationales de Norvège (Riksarkivet) sont l'institution responsable de la conservation des documents d'archives des institutions de l’État norvégien, ainsi que de la contribution à la préservation des archives privées. Cette institution effectue ce travail en coopération avec les archives d'État régionales, avec lesquelles il forme les services d'archives nationaux de Norvège (Arkivverket),,.
Les Archives nationales ont été fondées en 1817. Henrik Wergeland a été nommé premier archiviste national en 1841,,.